# Ведано ал Ламбро
Веда̀но ал Ла̀мбро (на италиански: Vedano al Lambro, на западноломбардски: Vedàn, Ведан) е градче и община в Северна Италия, провинция Монца и Брианца, регион Ломбардия. Разположено е на 187 m надморска височина. Населението на общината е 7699 души (към 2010 г.).
До 2004 г. общината е част от провинция Милано.